# Chiesa di Sant'Andrea degli Armeni
Sant'Andrea degli Armeni è una piccola chiesa eretta nel XIV secolo, ricostruita nel 1573 e restaurata nel 2008, in Piazza Monte Oliveto, nel borgo antico di Taranto. Il prospetto ha tratti cinquecenteschi e comprende lo stemma dei Capitignano. Due statue, un uomo e una donna, ornano la parte più alta della facciata assieme a dei simboli forse legati alla cultura armena.
L'altare è impreziosito da decorazioni in stucco con rilievi risalenti al XVII e XVIII secolo.

## Storia
La presenza della comunità armena nella città dei due mari risale all'XI secolo ed è giunta a Taranto al seguito dei Bizantini.

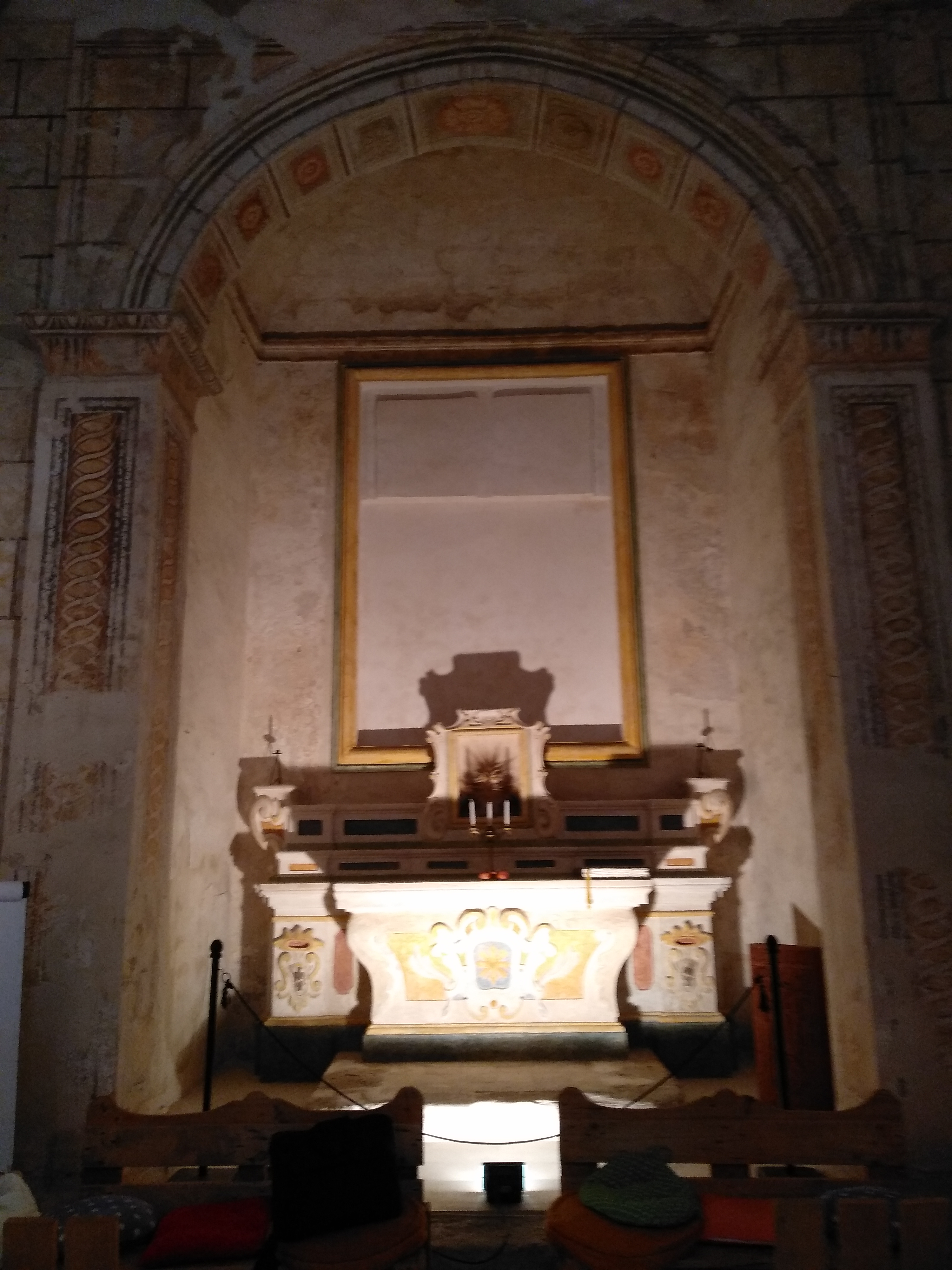
Altare in pietra e stucchi a rilievo del '600 dalle linee barocche e volta a lunetta

Nel 1399 l’edificio originario della chiesa venne fortemente danneggiato nel bombardamento di Taranto durante l’assedio della città ad opera del re di Napoli Ladislao d'Angiò-Durazzo effettuato per piegare i principi tarantini.
Nel 1573 l’abate Scipione di Aricia decise di demolire l’antica struttura medievale della chiesa e di ricostruirne una nuova, insieme ai tre nuclei abitativi posti accanto ad essa.
La nuova costruzione cinquecentesca fu effettuata attenendosi ai canoni dell’epoca con prospetto e rapporti dimensionali del progetto di chiara ispirazione albertiana, e motivi decorativi tipici dell’età rinascimentale.

## Descrizione
La facciata presenta pochi elementi essenziali: quattro lesene giungono sino al timpano che, come unico elemento decorativo, mostra lo stemma della famiglia dei Capitignano a cui, forse, spettava ogni diritto di patronato sulla chiesa almeno sino al XVI secolo.
Il timpano è sormontato da due statue laterali raffiguranti una figura femminile acefala ed una maschile che regge tra le mani due blocchi di una colonna. Secondo l’architetto Alberto Alpago Novello potrebbe trattarsi della raffigurazione della leggenda popolare dell’uomo “buono e forte” in grado di spezzare le colonne.
Posta tra il rosone centrale, a triplice strombatura, e la porta d’ingresso, un’iscrizione marmorea ricorda la ricostruzione “a fundamentis” della chiesa nel Cinquecento.
“AEDEM HANC CUM DOMIBUS CIRCUMCIRCA /ABB. SCIPIO DE ARICIA RECTOR / AD DEI LAUDEM ET BEATI ANDREAE APOST. / SUO AERE A FUNDAMENTIS EREXIT / MDLXXIII”
Al suo interno, la chiesa conserva importanti tracce di decorazioni pittoriche ad affresco, presenti sull'arco trionfale, un altare in pietra e stucchi a rilievo della fine del Seicento dalle linee barocche, una pregevole volta a lunettata e i muri perimetrali sono realizzati ad opus incertum dalla famiglia degli Albertini, come testimoniano i due stemmi posti ai lati dell’altare. Il complesso comprendeva, oltre all'aula e al presbiterio, anche una sagrestia ed una canonica, con annessi ambienti ipogei, attualmente questi locali sono inglobati all'interno di una struttura alberghiera.
Lungo la parete occidentale due aperture (oggi murate) permettevano di accedere ai piani superiori dell’edificio e alla sacrestia.
A seguito del deliberato del Concilio di Trento che obbligava le diocesi a fornire un dettagliato resoconto dei beni della Chiesa l’arcidiocesi di Taranto compilò un verbale a seguito della visita pastorale effettuata il 9 gennaio 1609 da mons. Ottavio Mirto Frangipane. Il documento, che descrive la chiesa è conservato presso l’arcidiocesi locale.
I continui passaggi di proprietà che interessarono la chiesa hanno portato nel tempo anche alla spoliazione dei corredi. Interessante il caso del trasferimento ad opera dell’Arcivescovo Francesco Colonna del fonte battesimale di S. Andrea nella cattedrale di San Cataldo e da cui venne ricavata un’acquasantiera, rimasta visibile all’interno del Duomo almeno fino agli anni ’80 del Novecento. Nulla si sa della tela posta sull’altare, sicuramente un’icona, databile al 1525, di cui non resta alcuna traccia, ad eccezione della cornice in pietra modanata. L’icona rappresentava probabilmente la Vergine e Sant'Andrea in basso e in alto l’Onnipotente in trono circondato dagli angeli.
Con il passare del tempo e l’abbandono la chiesa fu anche adibita a falegnameria fino a quando venne ceduta dall'arcivescovo Guglielmo Motolese al Comune di Taranto. Iniziarono così negli anni ’80 del 1900 i restauri e il consolidamento dell’intera struttura, colpita negli anni anche da diversi dissesti strutturali imputabili ai sopralzi effettuati negli edifici adiacenti. Furono anche restaurati gli elementi decorativi posti sui pilastri dell’arco trionfale e nel sottarco, i motivi araldici dell’altare e la cornice in pietra stuccata pertinente all’icona.
Contemporaneamente ai lavori di consolidamento furono effettuati dalla Soprintendenza Archeologica, dei sondaggi negli ambienti posti a nord della chiesa al fine di intercettare le preesistenze medievali e rilevarne l’impianto murario.
Ai parziali restauri degli anni '80 ed ai lavori di consolidamento della struttura hanno fatto seguito decenni di chiusura, abbandono e degrado.

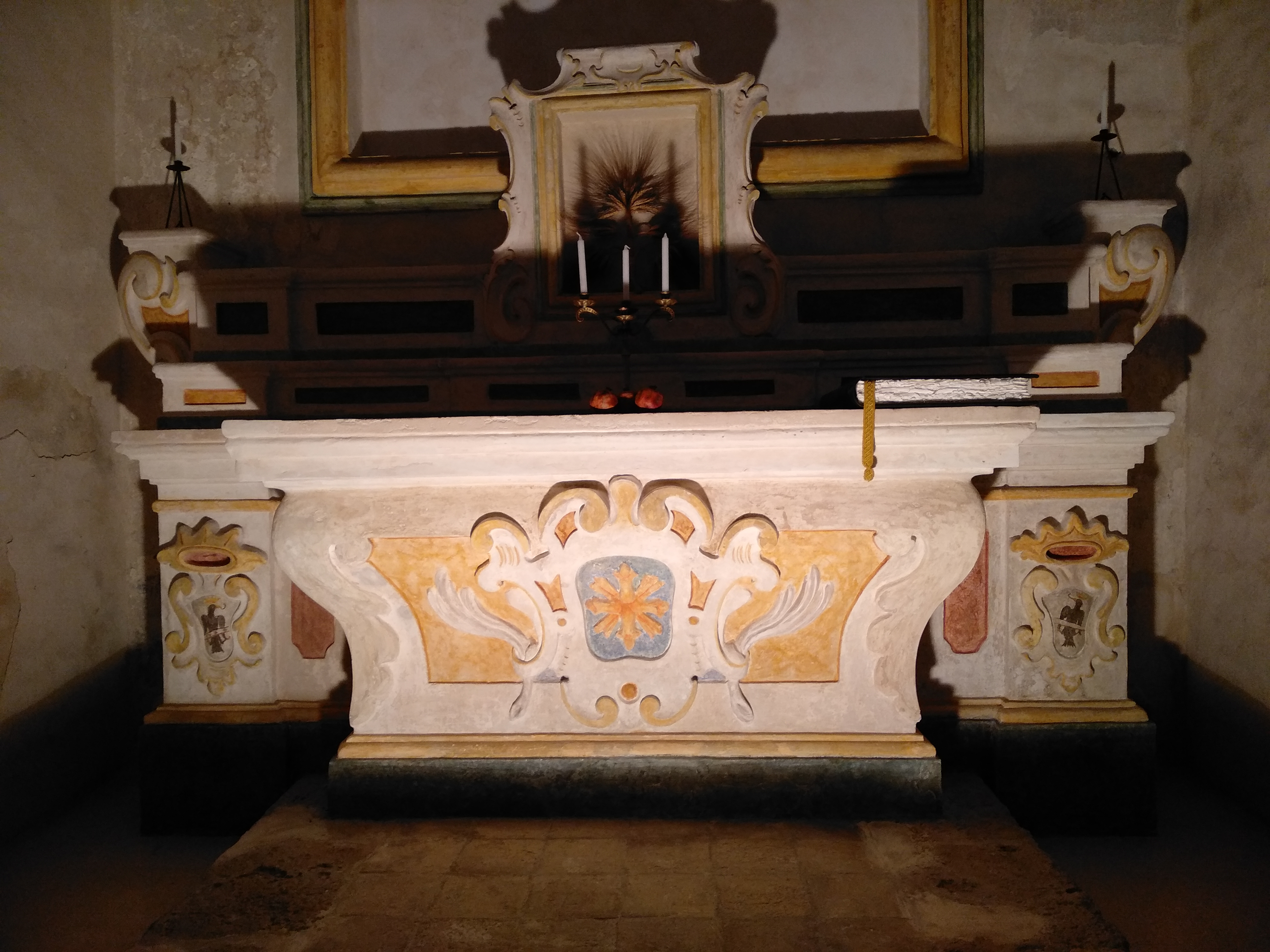
Particolare dell'altare

## Il progetto Domus Armenorum
La custodia, le condizioni di decoro e la fruibilità dell'aula della chiesa sono oggi garantite dai cittadini residenti nella piazza di Monteoliveto, oggetto di un'iniziativa di gestione condivisa come bene comune da parte di associazioni e vicinato, che hanno dato vita al progetto Domus Armenorum. Il progetto punta a stimolare il recupero e la gestione partecipata del patrimonio culturale diffuso della città vecchia di Taranto, al fine di impedirne la perdita, favorirne la fruizione e sperimentare nuovi modelli di valorizzazione integrata. Al progetto collaborano anche rifugiati armeni attualmente ospiti dello SPRAR (Sistema di Protezione dei Richiedenti Asilo) di Martina Franca.